# Ришар, Морис
Жозе́ф Анри́ Мори́с Риша́р (фр. Joseph Henri Maurice Richard; 4 августа 1921 года, Монреаль, Квебек, Канада — 27 мая 2000 года, там же) — канадский хоккеист, правый нападающий. Провёл в НХЛ 18 сезонов, выступая за «Монреаль Канадиенс». Стал первым хоккеистом, забросившим 50 шайб в одном сезоне, причём сделавшим это в течение первых пятидесяти игр. В сезоне 1957/58 достиг отметки в 500 забитых голов. Закончил карьеру в 1960 году, являясь на тот момент лучшим бомбардиром в истории лиги с 544 шайбами, обладателем «Харт Трофи» и участником тринадцати Матчей всех звёзд.
С Элмером Лаком и Тоу Блэйком составил знаменитое «Ударное звено» — высокорезультативную тройку нападающих, считающуюся одной из лучших в истории хоккея. Восемь раз выигрывал с «Монреалем» Кубок Стэнли, причём последние четыре — в роли капитана. В 1961 году, на следующий год после завершения карьеры, был включён в Зал хоккейной славы в обход правила, согласно которому между датой завершения карьеры и датой включения в зал должно пройти не менее пяти лет. «Монреаль» вывел свитер с номером «9» из обращения, а с 1999 года по инициативе клуба вручается «Морис Ришар Трофи» — приз лучшему снайперу регулярного чемпионата НХЛ.
Известный под прозвищем Ракета, Ришар выделялся на льду не только результативностью, но и жёсткой, зачастую даже грубой игрой. В одном из матчей сезона 1954/55 он вначале избил одного из игроков команды-соперника, а затем ударил помощника судьи, попытавшегося ему помешать. Президент НХЛ Кларенс Кэмпбелл дисквалифицировал игрока до конца сезона, чем спровоцировал массовые беспорядки в Монреале, которые стали одним из предвестников «тихой революции». Ришар умер в возрасте 78 лет и стал первой неполитической персоной, удостоенной государственных похорон.

## Юность
Родился семье Онезима и Элис Ришаров. Уроженцы полуострова Гаспези, поженившись, переехали в крупнейший город провинции и поселились в районе Бордо. Морис был старшим из 8 детей; у него были три сестры: Жоржетта, Роланда и Маргарита, — и четверо братьев: Рене, Жак, Анри и Клод. Онезим, плотник, работал в Canadian Pacific Railway, но в 1930 году потерял работу. Во времена Великой депрессии Ришары испытывали большие трудности — семье приходилось полагаться на помощь государства, пока Онезим вновь не устроился на работу в 1936 году.
Свою первую пару коньков получил в четыре года и много времени проводил, катаясь на местных речках и катке, который его отец заливал на заднем дворе каждую зиму. До 14 лет он не занимался спортом организованно, оттачивая мастерство, играя в «дворовый» хоккей с друзьями. Морис также увлекался бейсболом и боксом, но лишь хоккей стал для него настоящей страстью. Начав наконец играть в настоящих командах, он вопреки правилам присоединился сразу к двум командам из двух разных лиг, используя в одной из них псевдоним «Морис Рошон». Одну из команд он привёл к трём подряд чемпионским титулам, а из 144 шайб, забитых ею в сезоне 1938—1939, Морис забил 133.
В 16 бросил школу, поступил в техническое училище и устроился на работу помощником своего отца, на тот момент машиниста. В 18 лет Ришар попробовал свои силы в клубе «Вердан Мэйпл Лифс», и несмотря на то что он, новичок, не получал много игрового времени, Морис сумел проявить себя, забросив 4 шайбы в 10 матчах регулярного чемпионата и добавив к ним 6 шайб в 4 матчах плей-офф, что помогло «Вердану» стать победителем местного чемпионата. На хоккеиста обратил внимание один из фарм-клубов «Монреаль Канадиенс», но уже в первой официальной игре за новый клуб в QSHL он сломал лодыжку, ударившись о борт, из-за чего пропустил остаток сезона. Травма также помешала Ришару пойти в армию, куда он был призван в середине 1941 года. После перелома его признали непригодным к службе.

## Карьера

### Первый Кубок Стэнли

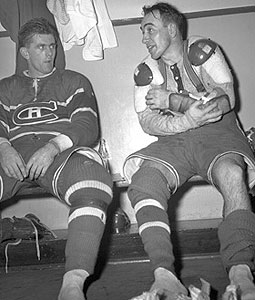
Ришар (слева) и его партнёр по «Ударному звену» Тоу Блейк

Ришар залечил травму к началу сезона 1941/42 и успел провести 31 матч, в котором набрал 17 очков, после чего вновь получил травму. Хоккеист сломал запястье, столкнувшись с защитником команды соперника. Пропустив остаток регулярного сезона, Ришар успел восстановиться к плей-офф. Успешная игра в QSHL привлекала внимание основной команды «Монреаль Канадиенс», испытывавшей в то время большие трудности: клуб терял игроков, уходивших на войну, а болельщики были разочарованы слабыми выступлениями и хотели видеть в составе «Канадиенс» больше франкоговорящих игроков. Ришар получил приглашение на просмотр перед сезоном 1942/43 и подписал контракт с заработной платой в 3 тысячи 500 долларов за сезон. В первом же матче нового сезона хоккеист дебютировал в НХЛ, а 8 ноября забросил свою первую шайбу в матче с «Нью-Йорк Рейнджерс».
После 16 матчей в дебютном сезоне Ришар вновь сломал ногу. Череда травм вызвала вопросы о том, пригоден ли вообще хоккеист к игре на высшем уровне. Морис снова попытался пойти в армию, но, как и в прошлый раз, оказался непригодным для службы: рентген показал, что кости срослись неправильно, а лодыжка навсегда осталась повреждённой (что отразилось на стиле катания хоккеиста). Раздосадованный отказом, Ришар сосредоточился на подготовке к сезону 1943/44 и перед его началом сообщил тренерам о своей полной готовности. Тогда же он поменял игровой номер — вместо 15-го хоккеист взял 9-й, в честь своего первого ребёнка, Югетт: девочка при рождении весила 9 фунтов.
В итоге, сезон 1943/44 стал для него удачным: он сыграл в 46 из 50 матчей регулярного чемпионата и с 32 шайбами стал лучшим бомбардиром «Канадиенс». В матчах сезона ему удалось обойтись без серьёзных травм. Игра Мориса положила конец разговорам о его возможной непригодности к НХЛ, наоборот, он получил статус одного из лучших молодых игроков лиги. Тренер Дик Ирвин переместил Ришара с левого фланга на правый и поставил в звено нападения с Тоу Блэйком и Элмером Лаком. Хоккеисты сформировали так называемое «Ударное звено» (англ. «Punch line»), одну из лучших троек нападающих 1940-х годов. «Монреаль» проиграл лишь 5 матчей в регулярном чемпионате и один — в плей-офф, выиграв Кубок Стэнли впервые за 13 лет. Ришар стал лучшим бомбардиром плей-офф с 12 голами, включая гроссмейстерские 5 шайб в одном матче в полуфинале с «Торонто». До этого забить 5 шайб в матче плей-офф удавалось только Ньюси Лэлонду. За это достижение Ришар удостоился необычного признания — он был объявлен и первой, и второй, и третьей звездой матча.

### 50 шайб в 50 матчах
В следующем сезоне Ришар побил сразу несколько рекордов лиги. 28 декабря 1944 года он забил 5 шайб и отдал 3 результативные передачи в матче с «Детройтом», завершившимся разгромом «Ред Уингз» (9:1). 8 очков, набранные им в той игре, стали лучшим показателем результативности за один матч (предыдущая планка — 7 очков, покорявшаяся трём разным игрокам). Рекорд продержался более 30 лет — лишь в 1976 году его побил Дэррил Ситтлер, набрав 10 очков. Ришар продолжал показывать впечатляющую результативность и вскоре приблизился к другому рекорду — по количеству заброшенных шайб в одном сезоне, принадлежащему Джо Мэлоуну (44). 25 февраля Морис забил 45-ю шайбу в матче с «Торонто».

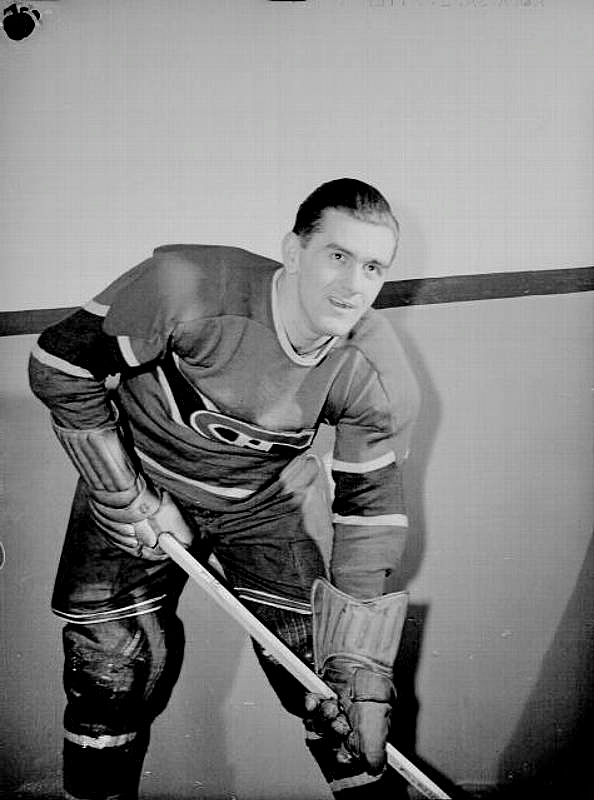
Ришар в 1945 году. Лишь в 1981 году Майк Босси сумел повторить его достижение, забив 50 шайб в 50 матчах за «Нью-Йорк Айлендерс».

Подошедший к отметке в 50 шайб за сезон Ришар превратился в мишень для игроков команд-соперников. Те пытались остановить его с помощью грубой игры, пусть и ценой штрафов. Тактика работала, 8 матчей хоккеисту не удавалось забить. Перед игрой с «Бостон Брюинз», проходившей 18 марта, у Мориса на счету было всё ещё 49 шайб. За 2 минуты 15 секунд до конца матча Ришар забил, закрепив победу команды (4:2) и наконец прервав безголевую серию. Таким образом, он не только первым в истории забросил 50 шайб за сезон, но и сделал это в течение первых 50 матчей команды. Это достижение установило высокую планку для нападающих НХЛ, став одним из самых почётных и труднодостижимых статистических показателей. Лишь четырём хоккеистам после Ришара удавалось повторить подобное. Помимо 50 шайб, в регулярном сезоне Морис отдал 23 голевые передачи и по сумме очков (73) стал вторым в команде (и во всей лиге) после Лака, опередив третьего партнёра по «ударному звену» Тоу Блэйка.
Критики Ришара были уверены, что его сверхвысокая результативность вызвана прежде всего тем, что НХЛ переживала трудные годы — значительное число талантливых хоккеистов ушло на войну. Первый послевоенный сезон 1945/46 отчасти подтвердил их слова: Морис забил почти вдвое меньше шайб, чем в прошлом — 27, но уже в сезоне 1946/47 он вернул себе звание лучшего бомбардира лиги с 45 шайбами. Тогда же Ришар впервые получил «Харт Трофи», приз лучшему игроку сезона. Несмотря на это, нападки на хоккеиста продолжались — Ришар был вспыльчив на льду, выведенный из себя, он нередко зарабатывал ненужные штрафы. Так, в 1947 году, в финале Кубка Стэнли с «Торонто», Морис получил матч-штраф за удар клюшкой по голове Билла Ежинского — в итоге «Канадиенс» уступили и в том матче, и в серии.
Подходя к новому сезону в звании лучшего игрока лиги, Ришар потребовал увеличения заработной платы. В ответ на это генеральный менеджер команды Фрэнк Селки не допустил его и капитана команды Эмиля Бушара к матчам. Лишь когда хоккеисты отказались от своих требований, Селки вернул их в игру. По ходу сезона количество проблем только увеличилось — Тоу Блэйк получил травму, которая вынудила его завершить с хоккеем, и «Ударное звено» распалось, а «Канадиенс» даже не попали в плей-офф. Следующий сезон Ришар завершил с 38 очками, худшим показателем в карьере, после чего последовали два удачных года — оба раза более 40 шайб и 60 очков в матчах регулярного чемпионата. Подобная результативность позволила Ришару стать лучшим бомбардиром в истории «Монреаля».

### Лучший бомбардир в истории
Ришар пропустил более 20 матчей в сезоне 1951/52 из-за повреждения. Ещё один известный случай получения Морисом травмы произошёл в решающем, 7-м матче полуфинала с «Бостоном». После столкновения с Лео Лабином он упал и ударился головой о колено Билла Квакенбуша. Несмотря на состояние шока и серьёзное рассечение над глазом, тренер «Канадиенс» Дик Ирвин вернул хоккеиста в игру, хотя знал, что у того сотрясение мозга. Выход Ришара оправдал себя — он забил решающий гол на последних минутах и вывел команду в финал Кубка Стэнли. Сделанная после матча фотография, где вратарь «Бостона» Джим Генри, у которого сломан нос, а на лице гематомы, полученные в ходе матча, и окровавленный Ришар пожимают руки, стала известной, также как и гол, забитый Морисом и называемый после «Бессознательным» (англ. «Unconcious goal»). Сразу после матча у хоккеиста начались судороги, он потерял сознание и был доставлен в больницу. Финал Кубка Стэнли «Монреаль» провалил, уступив «Детройту» во всех четырёх встречах.
В следующем сезоне ожидался новый рекорд Ришара. На счету Мориса было 319 шайб, у лучшего бомбардира в истории НХЛ на тот момент Нельса Стюарта — 324. Не прошло и месяца с начала регулярного чемпионата, как Ришар сравнялся со Стюартом в матче с «Торонто» 29 октября 1952 года, причём болельщики «Мэйпл Лифс», принципиального соперника «Монреаля», встретили достижение хоккеиста овацией. На протяжении следующих трёх игр у Ришара не получалось забить, и лишь 9 ноября Морис сумел отличиться в 325-й раз и установить новый рекорд. Историческим стал домашний матч с «Чикаго Блэкхокс». От восторженных оваций фанатов, как писала «Montreal Gazette», «дрожали стены „Монреаль-Форума“». Хоккеист завершил регулярный сезон с 28 шайбами (став первым в истории игроком, забивавшим не менее 20 шайб в 10 сезонах подряд) и 61 очком, заняв по обоим показателям первое место в команде. В матчах плей-офф Ришар отличился ещё 7 раз, чем помог «Монреалю» выиграть первый Кубок Стэнли с 1946 года.
В следующих двух розыгрышах Ришар в 4-й и 5-й раз в карьере становился лучшим бомбардиром лиги, забросив 37 и 38 шайб соответственно. 18 декабря 1954 года в матче против «Чикаго» он преодолел рубеж в 400 забитых голов.

### Бунт в Монреале
Что сделал Кэмпбелл, когда Жан Беливо был травмирован сначала Биллом Мосиенко, а затем и Джеком Эвансом из «Рейнджерс»? Ни наказания, ни штрафа! Наказал ли он Горди Хоу из «Детройта» за то, что он чуть было не лишил Доллара Сен Лорана глаза? Нет! Странно, что только Дик Ирвин и я имеем мужество рисковать своими карьерами, защищая наши права от этого диктатора… Неудивительно, что Хоу, Линдсей и Ребел среди самых результативных игроков лиги, хотя я и считаю Хоу и Линдсея отличными игроками. Пусть лучше Кэмпбелл следит за другими происшествиями в лиге, а не создает себе популярность за счёт отличного парня Жеффриона, только потому, что он французский канадец. Это мое мнение и я наверняка буду наказан, ну и пусть. Я уйду из хоккея и думаю, что еще несколько игроков «Канадиенс», разделяющих мое мнение, сделают то же.
Игроки других команд продолжали грубо играть против Ришара, вспыльчивый форвард нередко отвечал им тем же. Ситуация вылилась в противостояние хоккеиста с президентом НХЛ Кларенсом Кэмпбеллом. Тот нередко штрафовал Мориса за несдержанность на площадке, а крупнейший штраф размером в 1 тысячу долларов был наложен на Ришара за критическую статью в адрес Кэмпбелла, опубликованную хоккеистом в его авторской колонке в газете Samedi-Dimanche. Морис высказался в поддержку Берни Жеффриона, дисквалифицированного главой НХЛ на 8 матчей. Ришар увидел в этом лишь очередной случай дискриминации франкоговорящих хоккеистов.
13 марта 1955 года в матче «Канадиенс» с «Бостоном» защитник «Брюинз» Хэл Эйко ударил Ришара клюшкой в голову. Тогда Морис своей клюшкой с яростью нанёс несколько ударов по голове Эйко, а когда помощник главного судьи Клифф Томпсон попытался остановить его, хоккеист ударил его кулаком в лицо. Бостонская полиция пыталась арестовать Ришара, но официальные лица «Брюинз» предотвратили их вмешательство, пообещав, что лига сама разберётся в этой ситуации. После двухдневного обсуждения Кэмпбелл объявил о дисквалификации Ришара до конца сезона, включая матчи плей-офф. В англоязычной части Канады решение президента наказать неконтролируемого хоккеиста одобрили, в то время как в Квебеке наказание Ришара расценили как очередное проявление несправедливости к франкофонскому большинству со стороны англофонской правящей элиты. Разгневанные сторонники Ришара направили свою агрессию против Кэмпбелла. Ему было отправлено несколько писем с угрозой расправы, а на ближайшем матче «Канадиенс», который посетил президент НХЛ, его забросали яйцами и овощами. Ситуация обострилась, когда один из фанатов бросил в Кэмпбелла гранату со слезоточивым газом. Было принято решение об остановке матча с присуждением «Монреалю» технического поражения.
Между тем, ещё до начала игры у «Монреаль-Форума» собралась толпа демонстрантов. 20-тысячная толпа начала беспорядки, выбив двери и окна в арене и расположенных около неё постройках. Около 50 магазинов были ограблены, 37 человек получили ранения. К утру около 70 человек были арестованы. Ущерб от погрома был оценён приблизительно в 100 тысяч долларов. Ришар, также присутствовавший на игре, покинул арену сразу после обострения обстановки. Фрэнк Селки предложил ему выступить перед протестующими и попытаться их успокоить, но хоккеист отказался, боясь, что его появление только воодушевит толпу и ухудшит ситуацию. На следующий день Морис выступил с речью на радио, призвав к прекращению беспорядков: «Поддержите команду в плей-офф. А я приму своё наказание, а в следующем сезоне вернусь и помогу нашему клубу, нашим молодым игрокам выиграть Кубок Стэнли».
Дисквалификация стоила Ришару «Арт Росс Трофи» (до неё он лидировал в списке бомбардиров). Берни Жеффрион, одноклубник Мориса, обошёл его в последнем матче регулярного сезона, за что был освистан своими же фанатами. «Монреаль» дошёл до финала Кубка Стэнли, но без своего лидера в упорном противостоянии уступил «Детройту», что стало тяжелым ударом для Ришара.

### Капитан команды-династии
Ришар сдержал своё слово, и в сезоне 1955/56 «Монреаль» выиграл Кубок Стэнли. В том сезоне в команду пришёл младший брат Мориса, Анри, а на тренерском мостике Дика Ирвина сменил партнёр Ришара по «Ударному звену» Тоу Блэйк. Под руководством Блэйка и Селки Морис учился управлять гневом и не реагировать на провокации соперников. Хоккеист закончил сезон с 38 шайбами и 71 очком, став вторым в команде по обоим этим показателям (после Жана Беливо). В плей-офф Морис набрал ещё 14 очков, чем помог команде победить «Детройт» в финале Кубка Стэнли.
Следующий, 15-й свой сезон в НХЛ, Ришар начал в роли капитана команды, сменив по результатам голосования одноклубников Эмиля Бушара, закончившего профессиональную карьеру. По результативности (33 шайбы, 62 очка) 35-летний хоккеист вновь уступил лишь Беливо, который был моложе Ришара на 10 лет. Ещё 8 шайб Морис забросил в плей-офф, включая гол в овертайме решающего полуфинального матча с «Рейнджерс» и 4 шайбы в первом матче финальной серии с «Бостоном». 
Уже в начале сезона 1957/58 Ришар забросил свою 500-ю шайбу, став первым хоккеистом в истории, которому покорилась эта статистическая отметка. Историческим стал матч с «Чикаго», прошедший 19 октября 1957 года. Когда нападающий праздновал гол со своими одноклубниками, а болельщики «Канадиенс» ликовали на трибунах, диктор арены объявил: «Шайбу в составе „Канадиенс“ забросил сам Мистер Хоккей — Морис Ришар». Дальнейшим выступлениям Ришара в том сезоне помешала травма — он пропустил около трёх месяцев из-за разрыва ахиллова сухожилия. Морис сыграл лишь 28 матчей в регулярном чемпионате, но сумел восстановиться к серии плей-офф. С 11 шайбами и 4 голевыми передачами он стал лучшим по результативности в своей команде и помог «Канадиенс» в третий раз подряд выиграть Кубок Стэнли. Забив гол в овертайме пятого финального матча с «Бостоном», Ришар установил сразу несколько рекордов: по количеству шайб, заброшенных в овертаймах матчей плей-офф (6) и по количеству шайб в финалах Кубка Стэнли (3).
37-летний Ришар был самым возрастным из хоккеистов НХЛ в сезоне 1958/59. Он вновь не сумел полностью провести регулярный чемпионат — на этот раз помешал перелом лодыжки, оставивший хоккеиста вне игры на 6 недель. Несмотря на это, Ришар вновь показал хорошую статистику, набирая в среднем более одного очка за игру. Следующий сезон принёс новую травму — хоккеист сломал скулу, из-за чего пропустил месяц. Несмотря на частые травмы своего капитана, «Канадиенс» выиграли Кубок Стэнли в обоих этих сезонах. Это были 7-й и 8-й титулы для Ришара и 4-й и 5-й подряд для «Монреаля» — оба показателя были рекордными для НХЛ. «Монреаль Канадиенс» 1955—1960 годов стали одной из восьми официально признанных лигой команд-династий.
15 сентября 1960 года Ришар объявил о завершении карьеры. В прощальной речи он сказал, что обдумывал это решение уже два года и игра стала слишком быстрой для 39-летнего ветерана. Несмотря на это, Морис был готов поехать на осенние предсезонные сборы и лишь вмешательство Фрэнка Селки, боявшегося за здоровье Ришара, заставило его передумать. Селки предложил Морису должность посла клуба и пообещал выплатить за следующий сезон такую зарплату, какую он получил бы в качестве действующего хоккеиста.

## Стиль игры

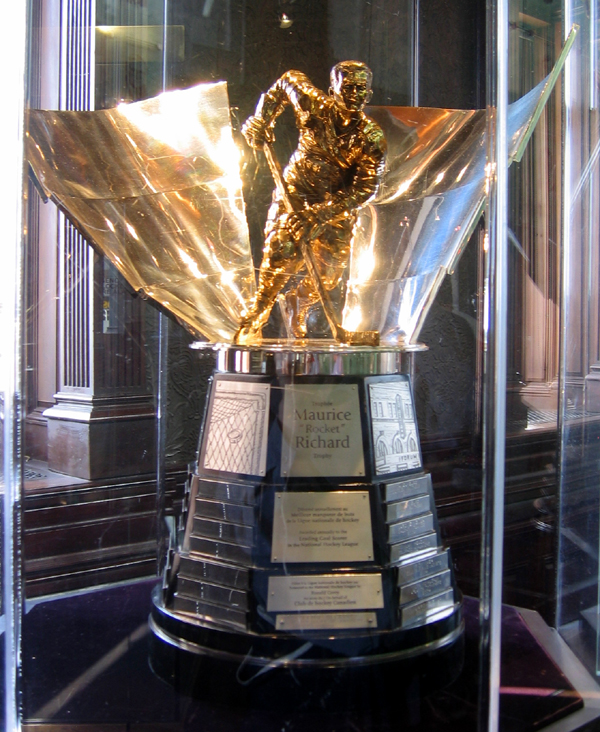
«Морис Ришар Трофи» — премия лучшему снайперу регулярного чемпионата НХЛ

На одной из тренировок одноклубник Ришара Рэй Гетлайф заметил, что тот бежит за шайбой «словно ракета». Прозвище вскоре распространили журналисты — либо Баз О’Меара из Montreal Star, либо Динк Кэрролл из Montreal Gazette. Это прозвище во многом характеризует игру хоккеиста, основой которой были скорость, физическая сила и решительность. Одноклубник, а после тренер Мориса Тоу Блэйк говорил, что подобно настоящей ракете «как только он набирал скорость его нельзя было остановить», а Жак Плант, делая отсылку к гимну США, сравнил глаза Ришара во время игры с «огненными отблесками ракет» (англ. rocket's red glare). «Когда он летел к воротам с шайбой, его глаза блестели и сверкали, как машина для игры в пинбол. Это вселяло ужас», — рассказывал вратарь Гленн Холл.
К отличительным чертам хоккеиста относят его забеги к воротам от синей линии и способность одинаково хорошо бросать по воротам с обеих рук. Забивавший множество шайб, Ришар редко отдавал результативные передачи, предпочитая решать моменты в одиночку. Один из одноклубников шутливо заметил, что Морис «не передаст вам даже соль». Пять раз по итогам сезона Ришар был лидером НХЛ по забитым шайбам, но никогда — по набранным очкам.
Расцвет карьеры Ришара пришёлся на послевоенные годы, когда вернувшиеся с фронта хоккеисты культивировали жёсткую, почти «гладиаторскую» игру. Морис, главный бомбардир «Канадиенс», регулярно подвергался грубым атакам со стороны защитников команд-соперников. Несдержанный Ришар, легко ведущийся на провокации, часто отвечал им грубой игрой в своём исполнении, что вылилось в многочисленные штрафы, а главная из дисквалификаций оставила его без плей-офф сезона 1954/55.

## Вне льда
Ришар познакомился со своей женой Люсиль, когда ему было 17 лет, а ей — 14. Люсиль была младшей сестрой одного из партнёров Мориса по юниорской команде. 12 сентября 1942 года, через 3 года после знакомства, они поженились, хотя родители Люсиль не одобрили брак дочери, посчитав её слишком юной для этого. Всю жизнь пара прожила в Монреале, воспитав 7 детей: Югетт, Мориса-младшего, Нормана, Андре, Сюзанну, Пола и Джина. В 1994 году, через 2 года после 50-летнего юбилея свадьбы, Люсиль умерла от рака. После этого, вплоть до своей смерти, Морис встречался с Соней Рэймонд.
После завершения карьеры игрока Ришар по приглашению президента «Монреаля» Фрэнка Селки занимал пост посла клуба, а в 1964 стал вице-президентом «Канадиенс». Год спустя он отказался от должности, осознав, что она является формальной и не даёт права серьёзно вмешиваться в дела команды. Ситуация ухудшилась после того, как правление заставило Селки, большого друга Мориса, уйти в отставку. Противоречия между клубом и бывшим хоккеистом были настолько велики, что Ришар объявил, что больше не желает, чтобы его имя когда-либо связывали с «Монреалем».
Так и не нашедший постоянного занятия после ухода из большого спорта Ришар переживал и боялся забвения. Он работал в рекламном бизнесе, был внештатным редактором журнала «Maurice Richard’s Hockey Illustrated» и открыл собственный бар «544 / 9 Tavern». В 1972 году Ришар даже пытался тренировать, возглавив клуб ВХА «Квебек Нордикс», но уже через 2 игры понял, что не способен к тренерской работе.
В 1998 году было объявлено, что Ришар болен раком брюшной полости. Позже ему диагностировали болезнь Паркинсона, доктора также подозревали наличие у бывшего хоккеиста болезни Альцгеймера. 27 мая 2000 года Морис Ришар скончался.

## Наследие

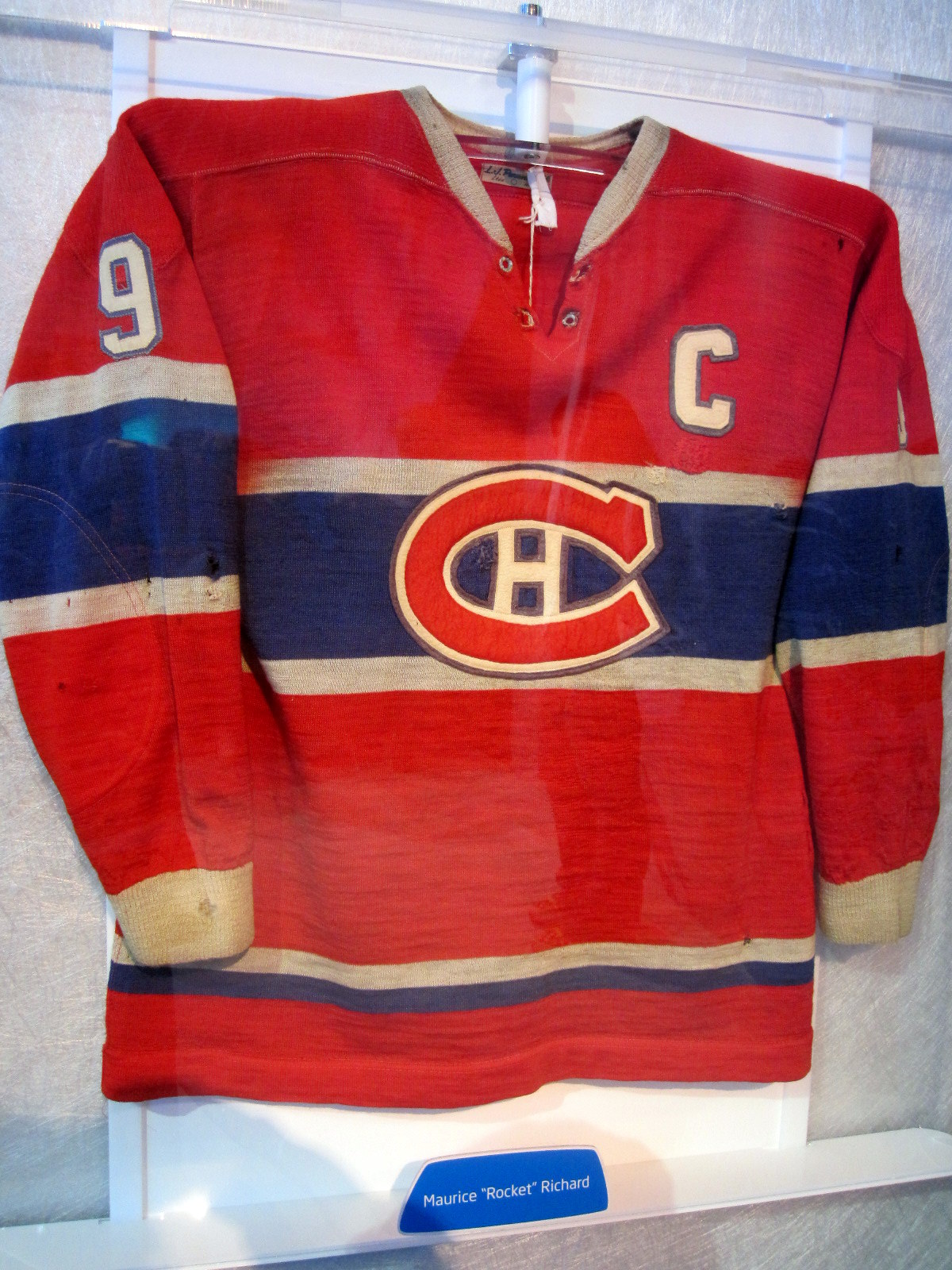
Свитер Ришара с номером «9» и буквой «C», обозначающей капитана команды

Ришар стал рекордсменом НХЛ по забитым голам и набранным очкам. Оба рекорда побил Горди Хоу: рекорд по очкам — в 1960 году, когда Морис был ещё действующим хоккеистом, а снайперский рекорд в 1963 году. В 1999 году по инициативе «Монреаль Канадиенс» была учреждена премия лучшему снайперу регулярного сезона НХЛ — «Морис Ришар Трофи».
Трижды Ришар становился лучшим спортсменом Канады среди мужчин («Премия Лионеля Конахера») и один раз — лучшим спортсменом года («Приз имени Лу Марша»). В 1960 году «Монреаль» вывел свитер с номером «9» из обращения, а в 1961, на следующий год после завершения карьеры, хоккеист был включён в Зал хоккейной славы, в обход правила, согласно которому между датой завершения карьеры и датой включения в зал должно пройти не менее 5 лет. Ришар стал одним из первых членов учреждённого в 1967 году Ордена Канады, а в 1998 году хоккеист удостоился высшей степени ордена — компаньона. Морис стал одним из 18 известных канадцев, выбранных в 1992 году генерал-губернатором Рамоном Гнатышиным в Тайный совет Королевы.
Ришар был очень популярен в Канаде, а в родном Квебеке хоккеист приобрёл статус культовой фигуры. Писатель Рош Каррье посвятил одержимости «Монреалем» и Ришаром в частности короткий рассказ «Хоккейный свитер» (англ. «The Hockey Sweater»), описывая воспоминания своего детства: «Мы все носили красно-бело-синие свитера „Монреаля“, лучшей команды на свете, с фамилией Ришара. У нас были причёски как у Ришара, мы шнуровали коньки как Ришар и обматывали клюшки как Ришар. Мы вырезали его фотографии из всех газет. Мы знали о нём всё, что только было можно». Мориса не забывали и после окончания карьеры. В 1996 году Ришар был одним из участников церемонии закрытия «Монреаль-Форума» (команда переезжала на новую арену). Его появление на публике вызвало 11-минутную овацию. После смерти Ришара провинция Квебек устроила ему государственные похороны — впервые такой чести удостоился человек, не имевший отношения к политике. Более 115 тысяч человек пришли в «Молсон-центр» проститься с хоккеистом.
Монреальский бунт 1955 года, также называемый «бунтом Ришара» (англ. «The Richard Riot»), занял важное место в канадском фольклоре и рассматривается как одно из первых проявлений насилия со стороны недовольных своим положением в англоязычной Канаде квебекских франкофонов. Некоторые историки рассматривают события 1955 года как один из предвестников Тихой революции. Сам Ришар публично опроверг свою причастность к этим событиям, заявив, что не имел представления о сложности политической ситуации в Канаде тех лет и не испытывал негативных чувств к англофонам, со многими из которых он встречался на хоккейной площадке. Историк Бенуа Меланкон, посвятивший книгу исследованию Ришара как культурного феномена, считал значение бунта для истории Канады переоценённым и что лишь связь с именем легендарного хоккеиста привлекала к нему внимание.
В 2005 году вышел канадский байопик «Морис Ришар». Главную роль исполнил Рой Дюпюи, а многие роли хоккеистов сыграли действующие хоккеисты НХЛ (так, Жана Беливо сыграл Венсан Лекавалье, а Берни Жеффриона — Ян Лаперьер). Картина стала одним из триумфаторов главной канадской кинопремии «Джини», выиграв в 2007 году 9 статуэток, но критики удостоили фильм смешанных отзывов, выразив сомнение, что лента «найдет поклонников среди людей, не интересующихся хоккеем».

## Статистика

### Клубная карьера
| 1942/43     | Монреаль Канадиенс | НХЛ         | 16  | 5   | 6   | 11  | 4    | —   | —  | —  | —   | —   |
| 1943/44     | Монреаль Канадиенс | НХЛ         | 46  | 32  | 22  | 54  | 45   | 9   | 12 | 5  | 17  | 10  |
| 1944/45     | Монреаль Канадиенс | НХЛ         | 50  | 50  | 23  | 73  | 46   | 6   | 6  | 2  | 8   | 10  |
| 1945/46     | Монреаль Канадиенс | НХЛ         | 50  | 27  | 21  | 48  | 50   | 9   | 7  | 4  | 11  | 15  |
| 1946/47     | Монреаль Канадиенс | НХЛ         | 60  | 45  | 26  | 71  | 69   | 10  | 6  | 5  | 11  | 44  |
| 1947/48     | Монреаль Канадиенс | НХЛ         | 53  | 28  | 25  | 53  | 89   | —   | —  | —  | —   | —   |
| 1948/49     | Монреаль Канадиенс | НХЛ         | 59  | 20  | 18  | 38  | 110  | 7   | 2  | 1  | 3   | 14  |
| 1949/50     | Монреаль Канадиенс | НХЛ         | 70  | 43  | 22  | 65  | 114  | 5   | 1  | 1  | 2   | 6   |
| 1950/51     | Монреаль Канадиенс | НХЛ         | 65  | 42  | 24  | 66  | 97   | 11  | 9  | 4  | 13  | 13  |
| 1951/52     | Монреаль Канадиенс | НХЛ         | 48  | 27  | 17  | 44  | 44   | 11  | 4  | 2  | 6   | 6   |
| 1952/53     | Монреаль Канадиенс | НХЛ         | 70  | 28  | 33  | 61  | 112  | 12  | 7  | 1  | 8   | 2   |
| 1953/54     | Монреаль Канадиенс | НХЛ         | 70  | 37  | 30  | 67  | 112  | 11  | 3  | 0  | 3   | 22  |
| 1954/55     | Монреаль Канадиенс | НХЛ         | 67  | 38  | 36  | 74  | 125  | —   | —  | —  | —   | —   |
| 1955/56     | Монреаль Канадиенс | НХЛ         | 70  | 38  | 33  | 71  | 89   | 10  | 5  | 9  | 14  | 24  |
| 1956/57     | Монреаль Канадиенс | НХЛ         | 63  | 33  | 29  | 62  | 27   | 10  | 8  | 3  | 11  | 8   |
| 1957/58     | Монреаль Канадиенс | НХЛ         | 28  | 15  | 19  | 34  | 28   | 10  | 11 | 4  | 15  | 10  |
| 1958/59     | Монреаль Канадиенс | НХЛ         | 42  | 17  | 21  | 38  | 27   | 4   | 0  | 0  | 0   | 2   |
| 1959/60     | Монреаль Канадиенс | НХЛ         | 51  | 19  | 16  | 35  | 50   | 8   | 1  | 3  | 4   | 2   |
| Всего в НХЛ | Всего в НХЛ        | Всего в НХЛ | 978 | 544 | 421 | 965 | 1285 | 133 | 82 | 44 | 126 | 188 |

### Матчи всех звёзд
| Год               | Место проведения  |   | Г | П | О |
| ----------------- | ----------------- | - | - | - | - |
| 1947              | Торонто           | 0 | 1 | 1 |   |
| 1948              | Чикаго            | 0 | 1 | 1 |   |
| 1949              | Торонто           | 0 | 0 | 0 |   |
| 1950              | Детройт           | 0 | 0 | 0 |   |
| 1951              | Торонто           | 0 | 0 | 0 |   |
| 1952              | Детройт           | 1 | 0 | 1 |   |
| 1953              | Монреаль          | 0 | 0 | 0 |   |
| 1954              | Детройт           | 0 | 0 | 0 |   |
| 1955              | Детройт           | 0 | 0 | 0 |   |
| 1956              | Монреаль          | 1 | 0 | 1 |   |
| 1957              | Монреаль          | 1 | 0 | 1 |   |
| 1958              | Монреаль          | 2 | 0 | 2 |   |
| 1959              | Монреаль          | 0 | 0 | 0 |   |
| Всего (13 матчей) | Всего (13 матчей) | 5 | 2 | 7 |   |

Игровая статистика и список достижений взяты с сайта Legends of Hockey.net

## Достижения

### Командные
| Год                                            | Команда            | Достижение                  |
| ---------------------------------------------- | ------------------ | --------------------------- |
| 1944, 1946, 1953, 1956, 1957, 1958, 1959, 1960 | Монреаль Канадиенс | Обладатель Кубка Стэнли (8) |
| 1947, 1951, 1952, 1954, 1955                   | Монреаль Канадиенс | Финалист Кубка Стэнли (5)   |

### Личные
НХЛ
| Год                                            | Команда            | Награда                           |
| ---------------------------------------------- | ------------------ | --------------------------------- |
| 1945, 1946, 1947, 1948, 1949, 1950, 1955, 1956 | Монреаль Канадиенс | Первая сборная всех звёзд НХЛ (8) |
| 1944, 1951, 1952, 1953, 1954, 1957             | Монреаль Канадиенс | Вторая сборная всех звёзд НХЛ (6) |
| 1947                                           | Монреаль Канадиенс | Обладатель «Харт Трофи»           |

Другие
| Год              | Награда                     |
| ---------------- | --------------------------- |
| 1957             | Приз имени Лу Марша         |
| 1952, 1957, 1958 | Премия Лионеля Конахера (3) |